# Bona de Luxemburgo
Bona de Luxemburgo, nacida Jutta (Judith) (Praga,  20 de mayo de 1315-abadía de Maubuisson, 11 de septiembre de 1349), fue duquesa de Normandía, condesa de Anjou y de Maine. Primera esposa del rey Juan II de Francia, sin embargo, no se convertiría en reina consorte de Francia porque murió un año antes de la coronación de Juan II. Jutta es conocida en la historia de Francia como Bona de Luxemburgo.

## Primeros años de vida
Hija del conde Juan I de Luxemburgo (1296-1346), rey de Bohemia, y de su primera esposa Isabel de Bohemia (1292-1330). Bona era hermana de Carlos IV (1316-1378), quien se coronó emperador de Alemania seis años después de su muerte, en 1349. Sus abuelos maternos eran Wenceslao II de Bohemia (1271-1305) y su primera esposa, Judit de Habsburgo. Sus abuelos paternos eran el emperador Enrique VII (1275-1313) y su esposa Margarita de Brabante (1276-1311). Cuando Bona tenía unos quince años, su madre murió. Su padre contrajo nuevo matrimonio con Beatriz de Borbón, reina de Bohemia. Tuvieron un hijo, Wenceslao, que sucedió a su padre en Luxemburgo.

## Biografía

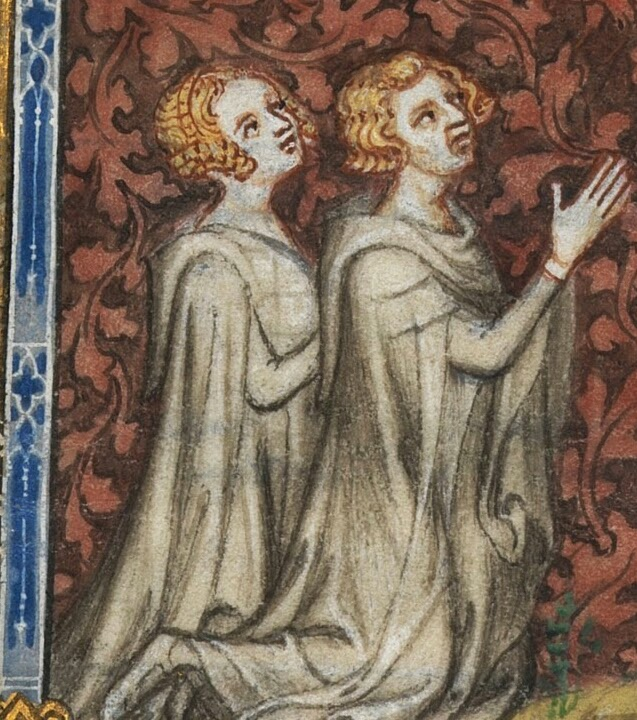
Bona de Luxemburgo junto a su Esposo.

Bona fue prometida primero con Casimiro III de Polonia, sin embargo, este acuerdo se rompió y Casimiro se casó con Aldona de Lituania en su lugar. Después de la muerte de Aldona, Casimiro deseaba casarse con Margarita, la hermana mayor de Bona, sin embargo, este compromiso también se rompió y Casimiro se volvió a casar con Adelaida de Hesse. Bona se casó con el futuro Juan II de Francia (1319-1364) el 28 de julio de 1332 en la iglesia de Notre-Dame de Melun. Ella tenía 17 años de edad, y el futuro rey tenía 13 años. El nombre de Jutta (o Guta) traducido al inglés como "buena" (en el caso femenino), fue cambiado en el momento del matrimonio a Bonne (en francés) o Bona (en español). Al casarse, Bona era la esposa del heredero al trono de Francia, convirtiéndose en duquesa de Normandía, y la condesa de Anjou y de Maine. La boda se celebró en presencia de 6 mil personas. Los festejos se prolongaron por un período de dos meses, cuando el joven novio finalmente fue nombrado caballero en la catedral de Notre-Dame de París. 
Bona fue mecenas de artistas. Entre sus favoritos estaba el compositor Guillermo de Machaut (1300-1377). 
Murió el 11 de septiembre de 1349, de la Peste Negra en Maubuisson, Francia a la edad de treinta y cuatro. Esto ocurrió un año y quince días antes de la coronación de su esposo como el rey Juan II de Francia. Fue enterrada en la abadía de Maubuisson.
Menos de seis meses después de la muerte Bona, Juan se casó en segundas nupcias con Juana I de Auvernia (1326-1360), con quien tuvo tres hijos que murieron jóvenes.

### Matrimonio e hijos
Bona contrajo matrimonio el 28 de julio de 1332 con el duque de Normandía Juan de Valois, que era hijo de Felipe VI de Francia. 
Sus hijos fueron:
- Blanca de Francia (1336).
- Carlos de Francia (1338-1380): delfín de Viennois y rey de Francia.
- Catalina de Francia (1338).
- Luis de Francia (1339-1416): duque de Anjou y Maine, posteriormente rey de Nápoles.
- Juan de Francia (1340-1416): duque de Berry.
- Felipe de Francia (1342-1404): duque de Borgoña.
- Juana de Francia (1343-1373): reina consorte de Navarra por su matrimonio con Carlos II de Navarra.
- María de Francia (1344-1404): duquesa consorte de Bar.
- Inés de Francia (1345-1349).
- Margarita de Francia (1347-1352).
- Isabel de Francia (1348-1372): duquesa consorte de Milán por su matrimonio con Gian Galeazzo Visconti.

## Antepasados
|  |                                                   |  |  |  |  |  |  |  |  |  |  |  |  |  |  |  |
|  | 8. Enrique VI de Luxemburgo                       |  |  |  |  |  |  |  |  |  |  |  |  |  |  |  |
|  |                                                   |  |  |  |  |  |  |  |  |  |  |  |  |  |  |  |
|  |                                                   |  |  |  |  |  |  |  |  |  |  |  |  |  |  |  |
|  | 4. Enrique VII del Sacro Imperio Romano Germánico |  |  |  |  |  |  |  |  |  |  |  |  |  |  |  |
|  |                                                   |  |  |  |  |  |  |  |  |  |  |  |  |  |  |  |
|  |                                                   |  |  |  |  |  |  |  |  |  |  |  |  |  |  |  |
|  | 9. Beatriz de Avesnes                             |  |  |  |  |  |  |  |  |  |  |  |  |  |  |  |
|  |                                                   |  |  |  |  |  |  |  |  |  |  |  |  |  |  |  |
|  |                                                   |  |  |  |  |  |  |  |  |  |  |  |  |  |  |  |
|  | 2. Juan I de Luxemburgo                           |  |  |  |  |  |  |  |  |  |  |  |  |  |  |  |
|  |                                                   |  |  |  |  |  |  |  |  |  |  |  |  |  |  |  |
|  |                                                   |  |  |  |  |  |  |  |  |  |  |  |  |  |  |  |
|  | 10. Juan I de Brabante                            |  |  |  |  |  |  |  |  |  |  |  |  |  |  |  |
|  |                                                   |  |  |  |  |  |  |  |  |  |  |  |  |  |  |  |
|  |                                                   |  |  |  |  |  |  |  |  |  |  |  |  |  |  |  |
|  | 5. Margarita de Brabante                          |  |  |  |  |  |  |  |  |  |  |  |  |  |  |  |
|  |                                                   |  |  |  |  |  |  |  |  |  |  |  |  |  |  |  |
|  |                                                   |  |  |  |  |  |  |  |  |  |  |  |  |  |  |  |
|  | 11. Margarita de Francia y de Provenza            |  |  |  |  |  |  |  |  |  |  |  |  |  |  |  |
|  |                                                   |  |  |  |  |  |  |  |  |  |  |  |  |  |  |  |
|  |                                                   |  |  |  |  |  |  |  |  |  |  |  |  |  |  |  |
|  | 1. Bona de Luxemburgo                             |  |  |  |  |  |  |  |  |  |  |  |  |  |  |  |
|  |                                                   |  |  |  |  |  |  |  |  |  |  |  |  |  |  |  |
|  |                                                   |  |  |  |  |  |  |  |  |  |  |  |  |  |  |  |
|  | 12. Otakar II de Bohemia                          |  |  |  |  |  |  |  |  |  |  |  |  |  |  |  |
|  |                                                   |  |  |  |  |  |  |  |  |  |  |  |  |  |  |  |
|  |                                                   |  |  |  |  |  |  |  |  |  |  |  |  |  |  |  |
|  | 6. Wenceslao II de Bohemia                        |  |  |  |  |  |  |  |  |  |  |  |  |  |  |  |
|  |                                                   |  |  |  |  |  |  |  |  |  |  |  |  |  |  |  |
|  |                                                   |  |  |  |  |  |  |  |  |  |  |  |  |  |  |  |
|  | 13. Cunigunda de Slavonia                         |  |  |  |  |  |  |  |  |  |  |  |  |  |  |  |
|  |                                                   |  |  |  |  |  |  |  |  |  |  |  |  |  |  |  |
|  |                                                   |  |  |  |  |  |  |  |  |  |  |  |  |  |  |  |
|  | 3. Isabel I de Bohemia                            |  |  |  |  |  |  |  |  |  |  |  |  |  |  |  |
|  |                                                   |  |  |  |  |  |  |  |  |  |  |  |  |  |  |  |
|  |                                                   |  |  |  |  |  |  |  |  |  |  |  |  |  |  |  |
|  | 14. Rodolfo I de Alemánia                         |  |  |  |  |  |  |  |  |  |  |  |  |  |  |  |
|  |                                                   |  |  |  |  |  |  |  |  |  |  |  |  |  |  |  |
|  |                                                   |  |  |  |  |  |  |  |  |  |  |  |  |  |  |  |
|  | 7. Judith de Habsburgo                            |  |  |  |  |  |  |  |  |  |  |  |  |  |  |  |
|  |                                                   |  |  |  |  |  |  |  |  |  |  |  |  |  |  |  |
|  |                                                   |  |  |  |  |  |  |  |  |  |  |  |  |  |  |  |
|  | 15. Gertrudis de Hohenburg                        |  |  |  |  |  |  |  |  |  |  |  |  |  |  |  |
|  |                                                   |  |  |  |  |  |  |  |  |  |  |  |  |  |  |  |
|  |                                                   |  |  |  |  |  |  |  |  |  |  |  |  |  |  |  |